# Aurelia Arkotxa
Aurelia Arkotxa Mortalena, née le 3 octobre 1953 à Saint-Étienne-de-Baïgorry, est une universitaire, poétesse, autrice et académicienne basque française de langue basque et française. Licenciée en philologie espagnole et Docteur en philologie basque depuis 1990, elle est également l'auteure d'une série d'ouvrages comme Atari ahantziak (Les portiques oubliés, éditions Pamiela, 1995), Septentrio en écho de ses travaux sur les textes de navigateurs ou encore Antoine d'Abbadie. En 2011, Aurelia Arkotxa est professeure des universités à Michel de Montaigne-Bordeaux 3. Elle est membre permanent du centre de recherche UMR-IKER 5478, membre de l’équipe de recherche Iker de Bayonne, elle a participé à la création de l’unité de recherche des textes basques anciens. Elle fait de nombreuses conférences sur ce thème,. Aurelia Arkotxa est aussi vice-présidente de l'Académie de la langue basque depuis 2009. Elle a réalisé de nombreux travaux universitaires et fait partie de l'Atelier du héron . Elle fait aussi des chroniques poétiques hebdomadaires dans le quotidien Berria les mercredis dans la rubrique Maratila.

## Biographie
Aurelia Arkotxa obtient en 1980 une maîtrise d'espagnol pour un travail d'études et de recherche sur le poète Xabier Lete (Xabier Lete, un poète engagé sous le franquisme, une conception de la finalité du langage poétique). En 1990, elle passe une thèse de doctorat en études basques à l'université Michel de Montaigne-Bordeaux 3, sur le poète Gabriel Aresti (Imaginaire et poésie dans Maldan behera de Gabriel Aresti 1933-1975) qui sera publiée en 1993.
Originaire de Saint-Étienne-de-Baïgorry, elle incarne avec sensibilité une identité navarraise qui l'a conduite jusqu'aux rivages du Labrador sur les traces des écrits des marins basques des siècles passés. Aurelia Arkotxa réside depuis son enfance à Hendaye mais depuis 1994, elle va fréquemment au Canada. Professeure de littérature basque à l'université de Bordeaux et à la faculté de Bayonne, Aurelia Arkotxa est de la première équipe de la revue littéraire Maiatz, qui réunit des auteurs du Pays basque français et où elle a écrit de nombreux textes finement ciselés et à l’esthétique qui s’est affirmée au fil des ans. Elle a aussi été membre de l'Institut international de géopoétique, dirigé par Kenneth White.
Quant à ses œuvres, les titres les plus représentatifs sont Imaginaire et poésie dans Maldan behera de Gabriel Aresti, Pensées, études et voyages de 1835 sur le mécène Antoine d'Abbadie, écrit en collaboration avec Patri Urkizu ; et un livre de poèmes intitulé Atari ahantziak. Cette collection de poèmes est structurée en trois parties: La mer, la mémoire et la nostalgie. Il y a aussi des références à la Grèce classique et à la mythologie de l'Égypte ancienne. Selon Amaia Iturbide, « le ton est d'un esthétisme et culturalisme élaborés ». Durant l'année 2000, Arkotxa publie l'histoire Marko Poloren ametsa dans le recueil Gutiziak, aux éditions Txalaparta.
Elle publie en 2001 un livre qui a pour titre Septentrio qui fait partie de l'anthologie de l'auteure, compilé par Arantza Fernández Iglesias dans Once poetas para trescientos lectores (Mujeres poetas en el País Vasco) (2002). Selon Lucien Etchezaharreta, les « rêves, voyages, mélancolie, mémoire, beauté de la nature, références artistiques universelles sont des composantes de son œuvre qui rendent ses créations aussi agréables que belles. »

### Académie de la langue basque
Le 31 janvier 2003, Arkotxa est nommée académicienne correspondante d'Euskaltzaindia ou Académie de la langue basque. Puis académicienne titulaire le 9 juillet 2008 à Hendaye, où elle occupait alors le 26e fauteuil de cette institution, puis en devient vice-présidente le 30 octobre 2009. Elle remplace Beñat Oihartzabal, qui aurait, selon l'Euskaltzaindia, démissionné pour des raisons de santé.
Lors de son intronisation à l'Académie, elle lit le texte suivant : « Je vous propose une promenade le long de la Bidassoa jusqu'à son embouchure, l'espace où confluent Antoine d'Abbadie et Pierre Loti, le marin errant ; Unamuno ; les marionnettes grotesques de Hitler et de Franco tirées d'un vieux film de propagande, Lancre et ses akelarre.... »

## Œuvres
Poésie
- Atari ahantziak, 1993, Pamiela.

Textes narratifs
- (eu) Septentrio, 2001, Alberdania.
- (fr) Septentrio, 2006: Les éditions de l'Atelier du héron, Collection Pérégrins, Bruxelles.
- Fragmentuak, 2009, Utriusque Vasconiae, Donostia-Saint-Sébastien.

Essai littéraire
- Bazterrez, 2009, Euskaltzaindia.

Recherches
- Xabier Lete, un poète engagé sous le franquisme, une conception de la finalité du langage poétique, 1980.
- Imaginaire et poésie dans Maldan behera de Gabriel Aresti (1933–1975), éditions ASJU, Donostia-Saint-Sébastien, 1993.
- Euskal kritika gaur (La critique basque aujourd’hui), en collaboration avec Mari Jose Olaziregi, Eusko Ikaskuntza, Donostia, 2002[17].
- Euskal gramatikari eta literaturari buruzko ikerketak XXI. mendearen atarian, en collaboration avec Lurdes Otaegi, Académie de la langue basque ou Euskaltzaindia, Iker, Bilbao, 2003.